# Glee (3.ª temporada)
A terceira temporada da série de televisão de comédia e drama musical Glee foi encomendada em 23 de maio de 2010 pela Fox durante a primeira temporada.   Foi ao ar entre 20 de setembro de 2011 e 22 de maio de 2012, e foi produzido pela 20th Century Fox Television e Ryan Murphy Television, com os produtores executivos Dante Di Loreto e os co-criadores Ryan Murphy, Brad Falchuk e Ian Brennan.

## Enredo
Um ano novo começa! O Novas Direções continua perdedor, mas tem mais um ano para vencer. Para alguns dentro do clube é o último ano na escola, então essa é a última chance de muitos para ganhar as Nacionais. Quinn entra numa fase rebelde, com o cabelo rosa, cheia de piercings e uma tatuagem, e decide deixar o coral. Lauren também sai, com a desculpa de que a derrota nas últimas Nacionais derrubou sua reputação, e para completar, Sam se muda para outro estado por causa das condições financeiras de sua família, fazendo com o que o Glee Club tenha apenas 9 membros. Já que precisam de 12 para competir, Will lança um projeto para atrair novos membros. Blaine se transfere para o McKinley, para a alegria de Kurt, e logo arranja sua vaga no clube do coral. Sue lança sua candidatura ao Congresso, e decide se fazer contra as artes nas escolas públicas, para o desgosto de Will. Rachel e Kurt decidem que irão tentar entrar juntos para a NYADA (Academia de Artes Performáticas de Nova York), mas vão descobrir que sua tarefa não será tão fácil quanto imaginavam. Santana é expulsa do Glee depois de tentar prejudicar o mesmo obedecendo uma ordem de Sue. Além de Blaine, uma aluna chamada Sugar (Vanessa Lengies) se candidata ao clube do coral, mas seu talento musical é tão horrível que Will é obrigado a não permitir que um aluno não entre no Glee Club pela primeira vez, deixando-a muito revoltada. O resultado: Sugar fez com que seu pai rico contratasse Shelby Corcoran (Indina Menzel), a mãe biológica de Rachel e ex-treinadora do Vocal Adrenaline para ser treinadora de um novo clube do coral dentro do McKinley. Com a volta de Shelby, uma outra pessoa volta: Beth, a filha de Quinn e Puck que foi adotada por Shelby. A professora permite que os dois vejam a bebê, mas volta atrás em relação à Quinn e diz que ela só verá sua filha quando deixar seu comportamento rebelde. Quinn aceita, mas só de fachada, pois pretende roubar a guarda de Beth de volta a ela e Puck. Para facilitar sua entrada na NYADA, Kurt se candidata à presidência do grêmio estudantil, com a ajuda de Brittany, mas uma divergência de opiniões faz com que ela desista de ajudá-lo e ela acaba lançando sua própria campanha, para a preocupação dele. Então, junto com Rachel, ele se candidata ao papel principal da peça anual da escola, West Side History, com Artie como diretor, mas ele infelizmente não consegue, e para piorar, o papel principal é oferecido à Blaine. Kurt fica triste, mas logo supera e se concentra em ganhar a eleição estudantil. Rachel, por outro lado, fica bem próxima de conquistar o papel principal feminino na peça, mas por impulso também se candidata à presidência do grêmio, fazendo que sua amizade com Kurt fique abalada. Mercedes começa a se sentir injustiçada dentro do núcleo artístico do colégio, principalmente quando Will insistentemente a critica no Glee Club, para fazê-la dançar e cantar melhor. A gota d'água acontece quando ela consegue o papel principal da peça do colégio, mas se vê obrigada a dividi-lo com Rachel. Ela desiste do papel e deixa o Novas Direções para entrar no coral de Shelby, e leva consigo Santana e Brittany, criando assim as Troubletones. Na semana de estreia da peça, Artie reclama do fato de que Rachel e Blaine ainda sejam virgens, e diz que isso talvez possa prejudicar suas performances. Rachel então se desespera para perder sua virgindade com Finn, que logo descobre e se chateia. Blaine vai com Kurt a uma boate gay, onde ele acaba bebendo demais e tenta transar com Kurt em um carro, ele também se chateia e os dois brigam. Logo depois, Rachel e Blaine se desculpam com seus amados, e os dois pares finalmente têm sua primeira noite juntos. Will convernce Burt, o pai de Kurt, a se candidatar ao Congresso contra Sue, que com sua tática anti-arte está liderando as pequisas. Perto das Seccionais, Finn e Santana discutem feio nos corredores do colégio, e ao Finn insinuar que Santana é lésbica, uma aluna escuta e acaba levando essa informação ao seu tio, que é adversário de Sue e Burt nas eleições para o Congresso. Esse candidato faz um comercial de campanha revelando o segredo de Santana deixando-a devastada. Finn e o Novas Direções decidem ajudar e ela melhora, mesmo tendo brigado com sua avó, que é completamente contra a homossexualidade. Burt vence as eleições para o Congresso e Kurt vence a eleição estudantil, porém o título de presidente do grêmio dura pouco, já que descobrem que a eleição foi fraudada para beneficiá-lo, e ele se torna o principal suspeito. Depois descobrimos que quem fraudou as urnas foi na verdade Rachel, que após desistir de sua candidatura fez de tudo para ajudar o amigo. Ela é suspensa por uma semana e proibida de participar das Seccionais, que seriam dali uma semana. Correndo contra o tempo para tentar substituir Rachel, ela e Finn vão atrás de Sam para fazê-lo voltar ao McKinley, e depois de muita insistência, ele aceita. O Novas Direções vencem as Seccionais, e Quinn convence Mercedes, Santana e Brittany a voltar ao coral, com a condição de elas sempre terem um número garantido nas próximas competições. Elas aceitam e tudo fica bem. Will decide pedir Emma em casamento e pede ajuda aos membros do coral para conseguir fazer isso. Emma aceita o pedido, e Finn, no mesmo embalo de Will, pede a mão de Rachel em casamento. Ela primeiramente fica relutante em aceitar, mas depois decide que ele é mesmo o amor de sua vida e aceita se casar com ele. Eles marcam o casamento para depois das Nacionais, e depois de uma falha tentativa de seus pais para impedirem o casório, eles antecipam o mesmo para depois das Regionais. Perto da competição, o líder dos Warbles, ex-coral de Blaine e Kurt, Sebastian, ameaça divulgar uma montagem de Finn nu caso Rachel não desista de competir, mas ela recusa, para a raiva de Finn. Dave Karofsky, um garoto que cometia bullying com Kurt é ridicularizado em sua nova escola e decide se matar, mas por pouco seu pai o impede. Depois da tentativa de suicídio chegar aos ouvidos de todos, Sebastian fica chocado e decide se desfazer das montagens pornográficas de Finn, competindo honestamente. O Novas direções vence novamente, e logo após quase acontece o casório de Finn e Rachel, que é impedido por causa de um grave acidente envolvendo Quinn, levando-a a usar cadeira de rodas temporariamente.Rachel é aceite em NYADA depois de muitas tentativas,mas desiste pois Kurt não é aceite e Finn também não poderá ir para Nova Iorque. Quinn volta a andar no dia do baile, e os novas direções vão para os nacionais em Chicago,vencendo o seu primeiro titulo nacional e reconhecimento e popularidade no colégio,Will é nomeado professor do ano e os finalistas se despedem da escola. No suposto dia do casamento de Finn e Rachel,Finn leva Rachel ao comboio para Nova Iorque onde todos se despedem dela. A temporada acaba com Rachel chegando a Nova Iorque.

## Recepção
A terceira temporada teve bons indíces de audiência, tendo os episódios "The Purple Piano Project" e "Michael" como os mais vistos. A temporada teve, pela primeira vez, a entrada de atores do spin-off The Glee Project, sendo eles Damian McGinty, Samuel Larsen e Alex Newell. Essa traz assusntos que se tornam plot-twist, como o suícido (que foi abordado no episódio 14, envolvendo o personagem Karofsky), e o casamento na adolescência (abordado nos episódios 10, 14 e 22, envolvendo os personagens Finn e Rachel) e a imprudência no trânsito. O episódio 14, "On My Way", é o principal divisor de águas da temporada pois é nele que a personagem Quinn, após responder uma mensagem de Rachel a caminho do casamento da mesma enquanto dirigia, acaba sofrendo um acidente de carro que resultou na perda temporária do movimento de suas pernas. O incidente dura até o episódio 19, "Prom-assaurs", quando ela volta a andar, depois de vários episódios em fisioterapia. A terceira temporada traz diversas homenagens: à peça West Side Story (no quinto episódio), ao rei do pop Michael Jackson (no décimo primeiro episódio), ao filme Saturday Night Fever (no décimo sexto episódio) e à cantora Whitney Houston (no décimo sétimo episódio), sendo a última exibida dez semanas após a morte da mesma. Sendo acompanhada do lançamento do DVD Glee: The Complete Third Season, do compilado Glee: The Music, The Complete Season Three, e do álbum Glee: The Music, Volume 7.

## Elenco

### Elenco Principais
- Dianna Agron como Quinn Fabray (22 episodios)
- Chris Colfer como Kurt Hummel (22 episodios)
- Darren Criss como Blaine Anderson (21 episodios)
- Jane Lynch como Sue Sylvester (22 episodios)
- Jayma Mays como Emma Pillsbury (22 episodios)
- Kevin McHale como Artie Abrams (22 episodios)
- Lea Michele como Rachel Berry (22 episodios)
- Cory Monteith como Finn Hudson (22 episodios)
- Heather Morris como Brittany Pierce (22 episodios)
- Matthew Morrison como Will Schuester (22 episodios)
- Amber Riley como Mercedes Jones (22 episodios)
- Naya Rivera como Santana Lopez (22 episodios)
- Mark Salling como Noah Puckerman (22 episodios)
- Harry Shum, Jr. como Mike Chang (22 episodios)
- Jenna Ushkowitz como Tina Cohen-Chang (22 episodios)

### Elenco recorrente
- Dot-Marie Jones como Shannon Beiste (11 episodios)
- Mike O'Malley como Burt Hummel (10 episodios)
- Chord Overstreet como Sam Evans (15 episodios)
- Iqbal Theba como Sr. Figgins (13 episodios)
- NeNe Leakes como Roz Washington (6 episodios)
- Max Adler como David Karofsky (3 episodios)
- Eric Bruskotter como Cooter Menkins (4 episodios)
- Grant Gustin como Sebastian Smythe (4 episodios)
- Lauren Potter como Becky Jackson (10 episodios)
- Josh Sussman como Jacob Ben Israel (2 episodios)
- Romy Rosemont como Carole Hudson-Hummel (5 episodios)
- Ashley Fink como Lauren Zizes (2 episodios)
- Vanessa Lengies como Sugar Motta (15 episodios)
- Samuel Larsen como Joe Hart (10 episodios)
- Damian McGinty como Rory Flanagan (17 episodio)
- Alex Newell como Wade "Unique" Adams (3 episodios)
- LaMarcus Tinker como Shane Tinsley (7 episodios)

### Estrelas Convidadas
- Whoopi Goldberg como Carmen Tibideaux (3 episodios)
- Idina Menzel como Shelby Corcoran (6 episodios)
- Jonathan Groff como Jesse St. James (3 episodios)
- Lindsay Pearce como Harmony (2 episodios)
- Keong Sim como Michael Chang Sr. (3 episodios)
- Ricky Martin como David Martinez (1 episodio)
- Jeff Goldblum como Hiram Berry (2 episodios)
- Brian Stokes Mitchell como LeRoy Berry (2 episodios)
- Matt Bomer como Cooper Anderson (1 episodio)
- Lindsay Lohan como ela mesma (1 episodio)
- Perez Hilton como ele mesmo (1 episodio)

## Episódios
| N.º na série | N.º na temp. | Título                                                              | Dirigido por        | Escrito por            | Exibição original       | Cód. de produção | Audiência (milhões) |
| --- | ------------ | ------------------------------------------------------------------- | ------------------- | ---------------------- | ----------------------- | ---------------- | ------------------- |
| 45 | 1            | "The Purple Piano Project" "(O Projeto Piano Roxo)" (BR)            | Eric Stoltz         | Brad Falchuk           | 20 de setembro de 2011  | 3ARC01           | 9,21                |
| Os membros do Glee Club falam sobre seus planos para o futuro. Após a derrota nas Nacionais, Will organiza um projeto para colocar o Novas Direções de volta nos trilhos e tentar atrair novos membros, espalhando pianos roxos pela escola, para que os membros do clube toquem quando verem um. Enquanto isso, Sue começa sua campanha para o congresso e decide usar como estratégia ser contra as artes nas escolas públicas. Santana e Brittany voltam a ser líderes de torcida e Will e Emma estão juntos. Quinn e Lauren deixam o Novas Direções e Blaine entra, depois de ser transferido. Rachel e Kurt procuram juntos pela melhor faculdade em Nova York onde possam estudar música no ano seguinte. Sue nomeia Santana e Becky co-capitãs das Cherios e ordena que destruam os pianos roxos que estão sendo usados no projeto de Will e façam parecer um acidente. Santana aceita. Uma nova aluna chamada Sugar faz um teste para entrar no clube, mas ela não possui talento musical e Will é obrigado a não permitir que alguém entre pela primeira vez, pois poderia atrapalhá-los nas competições. Ela se irrita. Will bane Santana do glee club por ter ficado ao lado de Sue contra o clube e diz que ela só poderá voltar quando for tão leal ao clube quanto os outros. |              |                                                                     |                     |                        |                         |                  |                     |
| 46 | 2            | "I Am Unicorn" "(Eu Sou Um Unicórnio)" (BR)                         | Brad Falchuk        | Ryan Murphy            | 27 de setembro de 2011  | 3ARC02           | 8,60                |
| Will inicia um campo de treinamento de dança para alguns membros do glee club. Começam a produção de um novo musical na escola, West Side Story, com Artie, Emma e a treinadora Beiste como co-diretores. Rachel faz uma audição para o principal papel feminino, enquanto Kurt deseja o principal masculino, mas encontra dificuldade por não ser considerado adequado para o papel. Kurt também se candidata a presidente do grêmio estudantil, com a ajuda de Brittany. Shelby é trazida para a escola como a diretora de um segundo glee club, com a ajuda do pai de Sugar. Ela tenta se reaproximar de Rachel e realiza um encontro de Puck e sua filha Beth, apesar de não permitir que Quinn a veja enquanto não abandonar sua atitude rebelde. Sue tenta usar a história de Quinn em sua campanha, dizendo que participar do glee club destruiu sua vida. Depois de se desentender com Kurt, Brittany inicia sua própria campanha para presidente da classe. Quinn decide voltar a ser como antes para se aproximar da filha e diz a Puck que irá tentar recuperar sua guarda. Para evitar competir com Kurt, Blaine pretende audicionar para papéis diferentes, mas lhe é oferecido que leia o papel que o outro deseja. |              |                                                                     |                     |                        |                         |                  |                     |
| 47 | 3            | "Asian F" "(O Zero Asiático)" (BR)                                  | Alfonso Gomez-Rejon | Ian Brennan            | 4 de outubro de 2011    | 3ARC03           | 8,42                |
| Santana retorna ao glee club e Mercedes é criticada por não se esforçar nos ensaios de dança. Will fica inseguro sobre seu relacionamento com Emma, pelo fato dela não querer que ele conheça seus pais. Mike tira um "A-" em um teste de Química, o que seu pai considera uma péssima nota. Ele acredita que Mike está lidando com mais do que deveria e o pressiona para terminar o namoro com Tina e deixar o Novas Direções. Mike decide fazer mesmo assim o teste para um papel em West Side Story e diz que aquilo que ama fazer nunca será um desperdício do seu tempo. Mercedes disputa o papel principal feminino da peça, Maria, com Rachel. Kurt supera o fato de Blaine se encaixar melhor no papel principal masculino da peça e o apoia. Mercedes discute com Will durante um dos ensaios e diz que é preterida por Rachel e que ele não a deixa brilhar. Mike conversa com sua mãe e lhe diz que quer ser um artista e ela aceita. Will convida os pais de Emma para um jantar e descobre que ela estava, na verdade, envergonhada deles por acreditarem que os ruivos são melhores que os outros. Rachel também decide concorrer a presidente da classe e Kurt se chateia. Os diretores da peça decidem que tanto Mercedes quanto Rachel iriam interpretar Maria e que para isso seria adicionada mais uma semana de apresentações, mas Mercedes não aceita e desiste do papel. Depois que o elenco é anunciado, ela procura Shelby para entrar no seu glee club. |              |                                                                     |                     |                        |                         |                  |                     |
| 48 | 4            | "Pot O' Gold" "(Pote de Ouro)" (BR)                                 | Adam Shankman       | Ali Adler              | 1 de novembro de 2011   | 3ARC04           | 7,47                |
| Um novo estudante de intercâmbio irlandês, Rory Flanagan, se matricula no McKinley High e é vítima de bullying. Rory fica hospedado na casa da família de Brittany, que por sua vez pensa que ele é um leprechaun e lhe promete que lhe daria seu "pote de ouro" se ele lhe concedesse três pedidos. Enquanto isso, Mercedes tenta recrutar novos membros para o recém-formado glee club apenas para garotas de Shelby; ela procura Santana, que gosta da ideia, mas não quer deixar Brittany para trás, então lhe diz para convencê-la a sair do New Directions também. Quinn e Puck se oferecem para cuidar de Beth para que Shelby tenha algum tempo para si mesma, e Quinn então se aproveita para plantar coisas no apartamento que fariam com que ela parecesse uma mãe ruim, como parte de seu plano para recuperar a guarda de Beth. Arrependido, Puck retorna ao apartamento para remover os objetos, sem que Shelby perceba. Eles conversam e ela confessa que se sente sozinha. Sue faz com que o musical da escola perca seu orçamento, mas Burt consegue patrocinadores para que ela possa ser realizada e depois anuncia que também irá concorrer ao Senado para que Sue não se eleja. Santana usa o fato de Brittany acreditar que Rory é um leprechaun para convencê-la a deixar o glee club de Will. Quando Rory está sendo atacado por um grupo de alunos do colégio, Finn o defende e o convida para entrar no New Directions, o que ele aceita. Shelby e Puck se beijam. |              |                                                                     |                     |                        |                         |                  |                     |
| 49 | 5            | "The First Time" "(A Primeira Vez)" (BR)                            | Bradley Buecker     | Roberto Aguirre-Sacasa | 8 de novembro de 2011   | 3ARC05           | 6,91                |
| Com direção principal de Artie, o musical da escola West Side Story está em preparações finais para sua estreia. Ele diz aos atores principais da peça, Rachel e Blaine, que eles não estão conseguindo passar a emoção necessária aos personagens, pois ainda são virgens. Mais tarde, Artie descobre que a treinadora Beiste também é virgem; ela então lhe confessa que está atraída pelo recrutador Cooter Menkins, que está na escola em busca de novos talentos de futebol americano, mas não acredita que ele poderia sentir o mesmo. Artie procura o recrutador e descobre que ele também está interessado na treinadora, e lhe aconselha a chamá-la para sair de uma maneira direta. Blaine visita a Dalton Academy para convidar os Warbles para a estreia da peça, e lá conhece Sebastian Smythe, que se interessa por ele, apesar de Blaine afirmar que tem um namorado e se importa com ele. Quando Kurt aparece, Sebastian os convida para visitarem um bar gay, com identidades falsas. Lá, Kurt encontra Dave Karofsky, que havia sido transferido para outra escola, e Blaine dança com Sebastian. Blaine bebe demais e pressiona Kurt para dormirem juntos quando saem, o que faz com que tenham um desentendimento. Rachel diz a Finn que está preparada para fazer sexo com ele pela primeira vez, mas acaba lhe confessando que o motivo era se sentir mais preparada para a peça. Depois de ouvir Tina falando sobre sua primeira noite com Mike ter sido especial porque o amava, Rachel se arrepende. O recrutador não escolhe Finn, o que o deixa preocupado com seu futuro. Rachel o conforta e pede desculpas. A peça estreia e é bem recebida. Blaine pede desculpas a Kurt e diz que Sebastian não significa nada para ele. Rachel e Finn, assim como Blaine e Kurt, dormem juntos pela primeira vez. |              |                                                                     |                     |                        |                         |                  |                     |
| 50 | 6            | "Mash Off" "(Batalha de Remixes)" (BR)                              | Eric Stoltz         | Michael Hitchcock      | 15 de novembro de 2011  | 3ARC06           | 7,08                |
| Puck está apaixonado por Shelby. Ele tenta se aproximar dela, porém ela diz que seria inapropriado por ser sua professora. Sue difama Burt em sua campanha. Kurt a procura para reclamar, e ela compara sua campanha com a dele para presidente da classe, dizendo que deveria jogar sujo também se quisesse vencer. Ele discorda. Will e Shelby resolvem organizar uma competição amigável entre o New Directions e as Troubletones, nome do novo glee club, na qual cada grupo cantará um mash-up de duas canções. Finn e Rory estão cansados das provocações da Santana, e Finn a desafia para um jogo de queimada entre os grupos do coral. As Troubletones vencem e acabam machucando Rory. Kurt se opõe a Santana e diz que não deveriam fazer isso uns com os outros. Mercedes e Shelby dizem que Santana deve deixar de ser tão má com os membros do New Directions e ela aceita pedir desculpas para Finn, mas acaba o insultando ainda mais. Ele se irrita e pergunta quando ela vai "sair do armário". Puck conta a Shelby sobre os planos de Quinn para tirar a guarda de Beth dela. Durante seus discursos na campanha para presidente do grêmio estudantil, Brittany faz promessas sem significado e Kurt fala sobre a queimada estar sendo usada como forma de opressão, propondo que seja proibida na escola. Rachel anuncia que está desistindo da sua candidatura e diz para todos votarem em Kurt. Os dois conversam depois disso e fazem as pazes. Quinn faz uma visita a Shelby e pergunta qual a sua resposta para o pedido de entrar nas Troubletones. Shelby responde que não acha uma boa ideia e revela que sabe dos seus planos e que não a quer mais perto de Beth. Sue chama Santana em seu escritório e lhe conta que um de seus adversários tem uma sobrinha que estuda na escola e ouviu sua conversa com Finn, e irá divulgar um vídeo em sua campanha revelando que Santana, que é uma das líderes de torcida de Sue, é lésbica, para tentar atingi-la. Santana chora, dizendo que nem havia contado aos seus pais ainda. Santana discute com Finn depois da apresentação do mash up das Troubletones e lhe dá um tapa na cara. |              |                                                                     |                     |                        |                         |                  |                     |
| 51 | 7            | "I Kissed a Girl" "(Beijei Uma Garota)" (BR)                        | Tate Donovan        | Matthew Hodgson        | 29 de novembro de 2011  | 3ARC07           | 7,90                |
| Santana seria suspensa por duas semanas por ter batido em Finn, e perderia as Seletivas, mas Finn a protege. Rachel se preocupa que Kurt, atrás de Brittany nas pesquisas, não consiga vencer a eleição para presidente do grêmio, o que dificultaria sua aceitação na New York Academy of Dramatic Arts, para onde os dois pretendem ir juntos. O New Directions e as Troubletones se juntam para ajudar Santana a se aceitar. Sue acredita que precisa arrumar um namorado para ajudar em sua campanha, e vai atrás do recrutador Cooter, apesar dele estar com a treinadora Beiste. A votação da McKinley High é iniciada. Kurt vence, mas descobrem que há mais cédulas do que votantes, o que quer dizer que houve fraude. Rachel confessa para Finn que ela foi a responsável. Santana revela sua orientação sexual aos seus pais, que aceitam, mas o mesmo não acontece com sua avó, que a manda sair de sua casa, pois não quer mais vê-la. Quinn convida Puck para ir a sua casa e sugere que os dois tenham outro bebê, já que dificilmente conseguiriam Beth de volta. Ele declina, mas conversa com ela sobre o motivo de estar agindo assim. Sue fica em terceiro na eleição para o Senado, que é vencida por Burt. Kurt assume sua derrota e a vencedora da eleição para o grêmio estudantil é Brittany. Rachel procura o diretor Figgins e confessa que fraudou a votação, para que Kurt não fosse responsabilizado, e ele a pune com uma semana de suspensão e o banimento das seletivas. |              |                                                                     |                     |                        |                         |                  |                     |
| 52 | 8            | "Hold On to Sixteen" "(Agarre-se aos Seus 16 Anos)" (BR)            | Bradley Buecker     | Ross Maxwell           | 6 de dezembro de 2011   | 3ARC08           | 7,11                |
| Quinn planeja fazer com que Shelby seja demitida ao contar ao diretor Figgins que ela e Puck dormiram juntos. Rachel tenta convencê-la a não fazer isso, dizendo que prejudicaria Beth. Sebastian deixa claro para Kurt sua intenção de conquistar Blaine. Finn e Rachel viajam para procurar Sam e o encontram trabalhando em uma boate; eles o convencem a voltar para a McKinley High e competir nas Seletivas. Quinn tenta se reaproximar de Sam, mas ele a rejeita. Depois, revela para Mercedes que quer voltar com ela, apesar dela estar com um novo namorado. Tina tenta convencer Mike a entrar numa faculdade de dança, o que ele sonha em fazer, mas ele está disposto a fazer medicina para agradar seu pai. Ela então visita o pai dele para conversar sobre o assunto. Blaine e Sam têm um desentendimento sobre os passos de dança para as Seletivas. Finn procura Blaine depois da discussão, e ele aproveita para lhe questionar o motivo de sua implicância desde sua chegada no New Directions; Finn confessa que tem inveja do talento de Blaine, e medo que ele o substitua. Os dois concordam em fazer uma trégua pelas Seletivas. Durante a apresentação do New Directions na competição, o pai de Mike aparece na plateia, o que o surpreende. Logo depois, ele procura o filho e o apoia a seguir seu sonho. No final, é anunciado que o New Directions foi o vencedor, com as Troubletones em segundo , em que as deixa arrasadas. Quinn decide não revelar o segredo de Shelby, por Beth. Ela então procura as Troubletones para convencê-las a voltar ao New Directions, com o acordo de que elas sempre teriam um número nas competições. |              |                                                                     |                     |                        |                         |                  |                     |
| 53 | 9            | "Extraordinary Merry Christmas" "(Feliz Natal Extraordinário)" (BR) | Matthew Morrison    | Marti Noxon            | 13 de dezembro de 2011  | 3ARC09           | 7,13                |
| Sue convida o glee club para cantar em um abrigo para crianças carentes onde ela é voluntária, para a comemoração de Natal. Finn não sabe que presente natalino comprar para Rachel, então ela lhe entrega uma lista com alguns de seus desejos e pede que compre cinco deles. Finn acaba comprando uma porca que seria engordada e oferecida no nome dela para necessitados. Rachel não fica feliz e pede que ele se concentre na lista. Will anuncia para o grupo que eles foram convidados para apresentar um especial de Natal em uma estação local de televisão, que seria dirigido por Artie. Rory confessa para Sam que não tem com quem passar o Natal, já que a família de Brittany iria viajar, e ele o convida para passá-lo com sua família. Enquanto o grupo ensaia, Sue interrompe para confirmar se eles iriam se apresentar no abrigo, mas descobrem que seria no mesmo dia do especial; eles pedem que seja remarcado, mas ela diz que não seria possível, então eles optam pelo programa. Ao final da gravação do especial, feita em preto-e-branco por escolha de Artie, Rory lê uma mensagem que não era esperada e faz com que todos decidam ir para o abrigo, para onde apenas Quinn e Sam já tinham ido. De volta a McKinley, Rachel muda de opinião sobre o presente que Finn tinha lhe dado. Apesar disso, ele lhe compra novos presentes. Eles acabam doando os brincos que ele tinha lhe dado e o iPod que ela deu. |              |                                                                     |                     |                        |                         |                  |                     |
| 54 | 10           | "Yes/No" "(Sim/Não)" (BR)                                           | Eric Stoltz         | Brad Falchuk           | 17 de janeiro de 2012   | 3ARC10           | 7,50                |
| Becky se interessa por Artie e o convida para sair. Depois de saber que a treinadora Beiste se casou com Cooter, Emma confessa que gostaria que Will lhe pedisse para ser sua esposa. Will anuncia para o New Directions que planeja fazer o pedido, e pede que eles lhe ajudem a decidir como fazer algo impressionante. Sam continua suas tentativas de reconquistar Mercedes; ele entra para o time de nada sincronizado, o único esporte que tinha vagas disponíveis, para que ela o veja como um atleta. Enquanto procuram a aliança para o pedido, Finn, que Will pediu para ser seu padrinho, lhe conta que planeja entrar para o exército para seguir os passos do pai, que ele acredita ter morrido como herói no Vietnã. Will se encontra com os pais de Emma para pedir sua permissão para o casamento e eles perguntam se ele realmente deseja se casar com sua filha, devido ao transtorno obsessivo-compulsivo de que ela sofre, e destacam que seria difícil para ela cuidar de uma criança no futuro. Will chama os pais de Finn para discutir sobre seus planos do exército e a mãe dele acaba confessando que o seu pai era viciado em drogas e, na verdade, morreu por causa de uma overdose. Finn fica perturbado com a revelação. Artie e Becky jantam juntos. Depois, quando ela lhe envia uma foto sensual e o chama para ir até sua casa, ele fica sem saber como sair da situação, pois não está interessado. Ele pede ajuda a Sue e ela lhe diz que deve tratar Becky como uma pessoa normal e lhe dizer a verdade. Apesar das dúvidas que surgiram depois da conversa com os pais de Emma, Will decide seguir em frente e a pede em casamento depois de uma performance do glee club na piscina da escola, e ela aceita. Artie procura Becky e diz que quer ser apenas seu amigo. Ela fica magoada e acredita que é apenas pelo fato de sofrer de síndrome de Down. Sue a consola. Finn pede Rachel em casamento. |              |                                                                     |                     |                        |                         |                  |                     |
| 55 | 11           | "Michael" "(Michael)" (BR)                                          | Alfonso Gomez-Rejon | Ryan Murphy            | 31 de janeiro de 2012   | 3ARC11           | 9,07                |
| Santana, Mercedes e Brittany se mostram desapontadas por terem perdido a oportunidade de apresentar músicas de Michael Jackson nas Seletivas, então Will diz que eles poderiam apresentar Michael novamente nas Regionais. Blaine comenta esses planos com Sebastian, que decide que os Warblers também cantarão músicas do artista na competição, o que prejudicaria o New Directions, pois eles se apresentam depois. Os membros do clube desafiam os Warbles para uma competição vocal pelo direito de cantar músicas de Michael. Ao final do número, Sebastian tenta jogar uma raspadinha em Kurt, mas Blaine se coloca na frente e seu olho é machucado. Finn pressiona Rachel por uma resposta para seu pedido de casamento, mas ela lhe diz que ainda precisa pensar. Ela procura Quinn e lhe pede um conselho; ela lhe diz que deve recusar e deixar o passado para trás. Quinn revela que foi aceita em Yale. Kurt recebe uma carta da New York Academy of Dramatic Arts que revela que ele está entre os finalistas para ingressar. Rachel chora por ainda não ter recebido sua carta e acreditar que não é finalista. Sam convida Mercedes para visitar o auditório e lhe pede para cantar um dueto com ele. Ela inicialmente recusa, mas depois muda de ideia e os dois cantam juntos, e depois se beijam. A córnea de Blaine foi arranhada pela raspadinha e ele precisa fazer uma cirurgia. Os membros do clube querem vingança contra Sebastian, mas Kurt é contra usar violência. Santana então decide procurar o novo líder dos Warbles com um gravador escondido e fazê-lo confessar que tinha alterado a raspadinha com halita, com o intuito de machucar. Rachel aceita o pedido de casamento de Finn. O New Directions convida os Warblers para seu auditório e fazem uma performance, revelando depois para os outros membros do clube rival o que Sebastian tinha feito e dizendo que não queriam mais brigas, por isso desistiriam de cantar músicas de Michael. Rachel finalmente recebe sua carta da universidade, informando que é uma finalista. |              |                                                                     |                     |                        |                         |                  |                     |
| 56 | 12           | "The Spanish Teacher" "(O Professor de Espanhol)" (BR)              | Paris Barclay       | Ian Brennan            | 7 de fevereiro de 2012  | 3ARC12           | 7,81                |
| Depois da professora de história se aposentar, é aberta uma vaga de tenure na escola. Will e Sue desejam essa vaga, mas ambos recebem reclamações anônimas de alunos sobre seu modo de ensino. Determinado a melhorar seu espanhol, Will passa a frequentar aulas noturnas, e tem como professor David Martinez, que sugere que ele use a música para facilitar o aprendizado. Will inicia uma semana dedicada às músicas latinas e leva David para visitar o glee club. Rachel conta para Kurt e Mercedes sobre o pedido de casamento de Finn, e Kurt acredita que é uma loucura. Ele procura Finn e lhe diz que ele quer se casar tão cedo com Rachel porque desistiu dos seus sonhos. Mercedes continua dividida entre Shane e Sam. Sue revela que quer se tornar mãe e procura por um doador de esperma. Will se concentra em defender seu cargo de professor de espanhol e conseguir sua promoção, e acaba sendo grosseiro com Emma quando ela tenta lhe mostrar os panfletos nos quais estava trabalhando para os alunos. Will descobre que Santana foi a responsável por questionar seu ensino para o diretor Figgins e lhe pergunta o motivo. Ela diz que se preocupa com a educação e lhe pergunta porque ele decidiu ser professor de espanhol, ao que ele responde que era a única vaga disponível na época. Os panfletos de Emma fazem sucesso e Will se arrepende de não a ter apoiado. Sue descobre que foi Becky quem reclamou sobre ela, mas não fica com raiva e lhe elogia por ser dedicada ao time, dizendo que vai se focar mais. Will conversa com Figgins para passar a ensinar história e fazer de David o novo professor de espanhol. A vaga de tenure é dada a Emma e Will organiza um jantar para parabenizá-la e pedir desculpas. |              |                                                                     |                     |                        |                         |                  |                     |
| 57 | 13           | "Heart" "(Coração)" (BR)                                            | Brad Falchuk        | Ali Adler              | 14 de fevereiro de 2012 | 3ARC13           | 6,99                |
| Em homenagem ao dia dos namorados, Will desafia o New Directions a apresentar as melhores canções amorosas que possam encontrar. Sugar anuncia que dará uma festa e que todos estão convidados, mas devem levar uma companhia. Tanto Rory quanto Artie querem ir para a festa com Sugar; eles começam a presenteá-la e a organizar surpresas para ela, mas depois que Rory conta que seu visto para ter um novo ano nos Estados Unidos tinha sido negado e ele teria que voltar para a Irlanda, ela decide que irá para a festa com ele. O diretor Figgins recebe reclamações sobre demonstrações públicas de afeto entre Brittany e Santana, que perguntam o motivo de casais como Rachel e Finn não terem problemas por se beijar na escola. Quinn, Mercedes e Sam, além do novo estudante Joe Hart, organizam um grupo cristão e decidem arrecadar fundos cantando para pessoas a pedido de seus namorados. Depois de se apresentarem para Rachel a pedido de Finn, Santana os contrata para se apresentar para Brittany, o que provoca uma conversa entre os membros sobre a homossexualidade e o cristianismo. Enquanto os outros três não teriam problemas com a performance, Joe pede algum tempo para pensar. Mercedes conta para Shane o que havia acontecido entre ela e Sam, o que provoca o rompimento. Apesar de estar livre, ela decide que precisa fica sozinha por se sentir culpada e para ter certeza dos seus sentimentos. Rachel e Finn anunciam seus planos de casamento para os outros membros do glee club. Hiram e LeRoy Berry, pais de Rachel, decidem usar a psicologia reversa, incentivando o casamento em uma tentativa de fazer com que eles o adiem. Mas a ideia não dá certo e o casal decide adiantar a cerimônia para depois das Nacionais. Kurt recebe cartões românticos durante toda a semana, que vêm assinados como "um admirador secreto", mas ele acredita serem de Blaine, que ainda se recupera da cirurgia. Depois ele descobre que eram, na verdade, de Karofsky, que se declara. Kurt deixa claro que deseja ser apenas seu amigo. Durante a festa de Sugar, Joe afirma que decidiu que não teria problemas cantar para Brittany, e eles se apresentam. Blaine retorna, com o olho recuperado. |              |                                                                     |                     |                        |                         |                  |                     |
| 58 | 14           | "On My Way" "(A Caminho)" (BR)                                      | Bradley Buecker     | Roberto Aguirre-Sacasa | 21 de fevereiro de 2012 | 3ARC14           | 7,46                |
| Com a aproximação das Regionais, Sebastian ameaça divulgar na internet uma montagem de Finn nu caso Rachel não desista de se apresentar. Rachel recusa, alegando que a performance é importante para que seja aceita na universidade, o que magoa Finn. Sue conta para Quinn que está grávida. Quinn lhe pede para voltar para as líderes de torcida, mas ela nega. Karofsky sofre bullying em sua nova escola e na internet desde que um dos alunos o viu conversando com Kurt no dia dos namorados. Ele tenta se matar, mas seu pai o encontra a tempo e ele é socorrido. Os responsáveis na McKinley se arrependem de não terem tentando ajudar Karofsky quando tiveram a chance, e Kurt se culpa por não ter atendido suas várias ligações durante aquela semana. Sebastian também se choca com a notícia, por ter dispensado Karofsky de forma cruel recentamente, e decide destruir as montagens de Finn e disputar honestamente. Rachel e Finn fazem as pazes e decidem adiantar o casamento para depois das Regionais. A competição acaba com a vitória do New Directions e os Warbles em segundo lugar. Sue muda de ideia e permite que Quinn volte a ser líder de torcida. Quinn decide apoiar o casamento de Rachel e Finn e pergunta se ainda pode ser dama de honra; Rachel diz que sim. Kurt visita Karofsky e eles conversam sobre o futuro, o que faz com que ele se sinta melhor e decida que quer ser seu amigo. Sue diz para Will que vai ajudá-los a vencer as Nacionais. Na hora do casamento no cartório, os pais de Rachel e Finn ainda tentam pensar em maneiras de fazer com que eles desistam do casamento por serem jovens demais, mas não conseguem. Quinn se atrasa e todos esperam por ela. Rachel manda mensagens para saber onde ela estaria. Quinn se distrai ao tentar responder e seu carro é atingido por uma caminhonete. |              |                                                                     |                     |                        |                         |                  |                     |
| 59 | 15           | "Big Brother" "(Irmão Mais Velho)" (BR)                             | Eric Stoltz         | Michael Hitchcock      | 10 de abril de 2012     | 3ARC15           | 6,76                |
| Quinn fica de cadeira de rodas depois de sofrer o acidente, mas diz se sentir feliz por isso, pois sobreviveu e acredita que poderá voltar a andar depois de sessões de fisioterapia. O diretor Figgins coloca a treinadora do clube de natação, Roz Washington, como co-diretora das líderes de torcida, o que irrita Sue. Ela propõe para ele que, se ajudar o Novas Direções a vencer as Nacionais e levar o prêmio em dinheiro para a escola, poderá continuar treinando as líderes sozinha. O diretor aceita e Sue assume o campo de treinamento, mas percebe que eles estão distraídos demais e os trata com grosseria. Ela diz para Will e Emma que verá o sexo de seu bebê sozinha, e eles se oferecem para acompanhá-la. Cooper Anderson, o irmão de Blaine, visita a McKinley High. Ele é um ator de comerciais e todos ficam impressionados, mas seu relacionamento com Blaine é problemático. Rachel, cujo casamento não aconteceu por causa do acidente de Quinn, se sente culpada pelo ocorrido, mas Quinn a tranquiliza. Puck planeja ir para Los Angeles montar um negócio maior de limpeza de piscinas, e quer que Finn o acompanhe, mas este diz que irá para Nova Iorque com Rachel. Sue pede para Cooper, do qual é uma grande fã, dar aulas de atuação para o coral. Cooper oferece diversos conselhos, mas Blaine discorda deles. Durante o almoço, Blaine reclama por Cooper sempre criticá-lo e este diz que apenas quer se aproximar. Quinn passa por dificuldades com as rampas que a escola oferece, mas Artie a ajuda. Will e Emma acompanham Sue na visita ao médico, na qual ela descobre que teria uma menina com síndrome de down. O Novas Direções vai a um parque de diversões no Dia de Matar Aula e Artie leva Quinn para visitar um local onde outros deficientes físicos se divertem, onde ela fala que a situação deles não é igual, pois seu estado é temporário, mas Artie diz para ela considerar a hipótese de não poder andar novamente. Quinn passa por mais algumas dificuldades e Joe a ajuda. Depois de Becky lhe pedir para ser mais paciente, Sue promete para os alunos do campo de treinamento que será gentil se eles se esforçarem. Kurt pede para Blaine dar mais valor a Cooper, o que faz com que ele vá falar com ele no auditório. Cooper pede desculpas por ser crítico, e diz que só faz isso porque vê o quanto ele é talentoso e quer que consiga o melhor. Os dois fazem as pazes. Finn sugere a Rachel que os dois poderiam ir para Los Angeles, onde ele teria uma oportunidade com Puck, ao invés de Nova Iorque, mas ela diz que não pode abandonar seu sonho da Broadway. Os dois discutem, pois Finn acredita que ela se preocupa apenas com seu futuro profissional. |              |                                                                     |                     |                        |                         |                  |                     |
| 60 | 16           | "Saturday Night Glee-ver" "(Os Gleembalos de Sábado à Noite)" (BR)  | Bradley Buecker     | Matthew Hodgson        | 17 de abril de 2012     | 3ARC16           | 6,23                |
| Blaine, Brittany e Mike fazem uma apresentação de discoteca para o Novas Direções, onde mostram uma música antiga, mas enérgica, para as Nacionais, cujo tema será Vintage, mas o resto do coral detesta discoteca. Will percebe que Finn, Mercedes e Santana não sabem o que fazer do futuro. Então, pede ajuda à Sue, que o aconselha a colocar os garotos para cantar músicas do filme Saturday Night Fever e transformar isso numa competição. Wade Adams, um membro do Vocal Adrenaline, diz ser fã de Mercedes e Kurt e pede conselhos sobre Jesse, o novo diretor do clube rival. Ele se sente reprimido e quer cantar vestido de mulher; os dois não sabem o que dizer, pois duvidam que a reação do público em Ohio seria positiva. Apesar de mudarem os pisos da sala do coral, os garotos ainda não querem cantar discoteca, até que Will conta mais sobre o Saturday Night Fever e o prêmio, que seriam as roupas de Tony Manero, protagonista do filme. Will escolhe Santana, Mercedes e Finn como os três finalistas, mas depois confessa que não foram escolhidos pela competição, mas para ajudá-los a decidir o que fazer no futuro. Após fazer uma apresentação com Santana e Brittany, gravada por Sam, Mercedes conta que sonha em cantar e inspirar as pessoas como Mariah Carey e Whitney Houston, mas não sabe como realizar isso e não tem o apoio de seu pai. Finn diz para Puck que não irá com ele para Los Angeles, porém ainda não sabe o que fazer. Sue descobre que Kurt e Mercedes estavam tentando ajudar Wade e os chama de traidores; ela os convence a apoiar o plano dele de usar roupas femininas, achando que isso arruinaria o Vocal Adrenaline nas Nacionais. Santana diz para todos que seu sonho é ser famosa, independente de como conseguiria isso. Rachel diz para Finn que abriria mão de ir para Nova Iorque por ele, e também quer que ele realize seus sonhos. Brittany conta para Santana que postou uma sex tape das duas na internet, assim ela poderia ser famosa. Finn confessa para Will que o que realmente deseja é ser ator, mas tinha medo de admitir, pois não sabia se poderia consegui-lo; Will o convence a não desistir, então ele procura Rachel e diz que irá para Nova Iorque com ela. Kurt e Mercedes se arrependem de terem incentivado Wade e o procuram antes da apresentação, mas ele está decidido e segue em frente, o que surpreende Jesse. Sam mostra para Mercedes que postou secretamente sua apresentação no Youtube, e ela recebeu vários comentários positivos. Sue diz para Santana que está decepcionada, não pela sex tape, mas por ela querer ser famosa a qualquer custo. Santana diz que percebeu que isso era errado e que queria fazer algo de sua vida, então Sue lhe ajuda com um programa de líderes de torcida para entrar na universidade. Finn, Mercedes e Santana fazem um número com o resto do coral, onde todos estão vestindo as roupas de Tony Manero e também Wade é aplaudido. |              |                                                                     |                     |                        |                         |                  |                     |
| 61 | 17           | "Dance with Somebody" "(Dançando com Alguém)" (BR)                  | Paris Barclay       | Ross Maxwell           | 24 de abril de 2012     | 3ARC17           | 6,90                |
| Will acha que os alunos estão com dificuldades para superar a morte de Whitney Houston e pede para o coral fazer números em homenagem a ela para aprender a dizer adeus. Kurt começa a planejar sua tarefa e sua audição para NYADA, mas sente que Blaine não está interessado. Ele conhece um garoto chamado Chandler Kiehl e os dois começam a ficar próximos e trocar mensagens de texto. Quinn ficar preocupada por não estar obtendo resultados nas fisioterapias e Joe se oferece para acompanhá-la, onde eles ficam mais próximos até Joe se afastar. Will convence Emma a adiantar o casamento. Kurt mostra para Rachel as mensagens que Chandler manda e diz que Blaine está distante e não o faz mais se sentir especial. As garotas do clube acham que Quinn e Joe estão namorando, mas ela diz que não é verdade e que Joe não está interessado nela. Emma e o organizador do casamento precisam de mais tempo, mas Will quer se casar logo e o dispensa. Joe confessa para Sam que gosta de Quinn, mas está tentando se afastar dele porque tem medo que isso o afaste da sua religião. Blaine descobre sobre Chandler e Kurt diz que é tudo inocente, mas Blaine acha que é traição. Kurt confessa ter inveja de Blaine por ter vários solos e diz que está infeliz. Rachel procura Santana para dizer que gostaria de aproveitar o tempo que lhes resta na escola para se tornarem amigas. Santana aceita e as duas se abraçam. Burt confessa para Kurt que tem medo que o relacionamento dos dois não será mais o mesmo depois que ele for para Nova Iorque. Puck dá presentes para os garotos do coral, para que se lembrem dele. Kurt e Blaine vão a uma terapia de casais com Emma, onde Blaine diz que está tentando se acostumar a ficar sozinho, pois Kurt está prestes a ir para Nova Iorque, mas Kurt diz que isso não os afastará e os dois fazem as pazes. Will quer se casar em um acampamento, mas Emma discorda, por causa da sua doença, e acredita que devem adiar a cerimônia. Will diz que tem medo que, se o casamento demorar para acontecer, os alunos do coral não poderão está lá, mas Emma o conforta. |              |                                                                     |                     |                        |                         |                  |                     |
| 62 | 18           | "Choke" "(Trava)" (BR)                                              | Michael Uppendahl   | Marti Noxon            | 1 de maio de 2012       | 3ARC18           | 6,01                |
| Rachel quer se focar mais nas nacionais, enquanto que Puck precisa passar num teste de geografia para poder se formar. Santana faz uma piada com o olho roxo da treinadora Beiste, onde Mercedes, Sugar, Brittany e Tina acham graça e a treinadora de natação chama a atenção delas por rirem de violência doméstica. Sue e Roz chamam a atenção de Will pelas piadas do olho roxo de Beiste, onde Beiste diz que foi um acidente com o saco de areia, não um ataque. Ainda assim, as três treinadoras realizam uma tarefa para as garotas, onde devem cantar contra a violência doméstica. Kurt está insatisfeito com seus treinos para sua audição e Puck começa a cantar a professora de geografia para ser passado, onde ela o dispensa e ele se irrita a ponto de querer não se formar. Mike pede conselhos à Blaine sobre gel para cabelo e Finn aproveita a situação da união dos garotos para falar sobre Puck e ajudá-lo a passar no teste. Rachel reprova a escolha da música e dos trajes que Kurt usará na audição e que ele não está dando seu melhor. Então, ele resolve trocar a música. As garotas escolhem uma música que, ao invés de ajudarem as mulheres a se defenderem, mostra mulheres combatendo fogo com fogo. Tal música acaba afetando Beiste e esta se retira e, depois, confessa para Sue e Roz que não foi um acidente com saco de areia; ela de fato tinha apanhado de Cooter, mas ele tinha se desculpado. Sue diz para ela sair daquela casa, mas Beiste tem medo de que ninguém mais a ame. Então, Sue a convida para dormir em sua casa. Finn e os garotos do coral começam a organizar uma sabotagem na próxima limpeza de piscina de Puck, quando este aparece na sala, dizendo que falou com seu pai, que precisa de dinheiro. Puck diz que deu seu investimento planejado para Los Angeles, para seu pai e que quer se formar para não ter o mesmo futuro. Então, pede ajuda aos garotos do coral para passar no teste de geografia e eles aceitam. Kurt faz sua audição para NYADA, onde canta a música que tinha decidido não cantar e passa na audição. Rachel, por outro lado, esquece a letra da música e, após duas tentativas, é reprovada na audição. Os garotos do coral enfrentam dificuldades em ajudar Puck. Então, eles começam a fazer músicas para ajudá-lo a estudar. Beiste não passou a noite com Sue pois diz que foi morar com sua irmã e confessa às garotas do coral que foi atacada. Puck faz seu teste de geografia e as garotas do coral cantam para Beiste, onde ela lembra de ter voltado para a casa de Cooter e lhe dado uma segunda chance. Kurt tenta animar Rachel, mas esta apenas quer esquecer o assunto e ele a consola. Puck é reprovado no teste de geografia e Rachel canta para expressar sua tristeza em relação ao teste. |              |                                                                     |                     |                        |                         |                  |                     |
| 63 | 19           | "Prom-a-saurus" "(Bailessauro)" (BR)                                | Eric Stoltz         | Ryan Murphy            | 8 de maio de 2012       | 3ARC19           | 6,67                |
| Após ser reprovada em sua audição, Rachel decide esquecer Broadway e focar-se no baile e em Finn, até ela descobrir que Becky quer ser rainha do baile. O diretor Figgins acha que Brittany não está fazendo nada como presidente da classe. Então, ela promete fazer um baile que terá "dinossauros" como tema. Sue nomeia os três candidatos à Rei do Baile, Finn, Rick e Brittany; e à Rainha do Baile, Missy Gunderson, Santana e Quinn, o que irrita Becky. Will diz que o Novas Direções poderá cantar no baile novamente e Brittany conta a eles sobre o tema do baile, onde banirá o gel para cabelo e que Quinn e Santana contarão os votos. Rachel se enfurece ao ver um cartaz com Quinn e Finn como rei e rainha do baile e Finn diz que ele só quer compensar o fato de ele e Rachel terem causado o acidente de Quinn. Rachel, no entanto, quer passar sua noite com Finn, que estará dançando com Quinn - mesmo que esta não possa andar. Por outro lado, Quinn começa a progredir em suas fisioteapias com Joe. Numa tentativa de acalmar Becky, Sue a coloca como guarda do ponche. Rachel, incomodada com Quinn e Finn; Kurt, com medo de ser eleito rainha novamente e Blaine, insatisfeito com o banimento do gel, criam uma festa anti-baile, que seria num quarto de hotel. Puck é o primeiro a aceitar o convite. Santana, no entanto, acha que Rachel deveria encarar o fato de ter fracassado na audição e que ela está para arruinar uma das noites onde ficarão unidos antes de se formarem. Quando Finn e Quinn estão colocando os cartazes, uma garota elogia Quinn e ela retribui, admirando as pernas saudáveis da garota. Finn acha que Quinn não devia usar uma coisa tão trágica para ganhar votos. Os garotos ficam impressionados com a decoração do baile e Finn encontra Quinn de pé, de frente para o espelho, no banheiro das garotas. Finn se irrita e grita com ela, sentindo-se decepcionado por ver que a garota não mudou nada. Ela implora para que eles pelo menos dancem juntos. Enquanto isso, Rachel, Kurt, Blaine, Puck e Becky vão para o hotel para começarem sua festa anti-baile. Durante uma apresentação de Santana, Tina e Brittany, Finn não suporta dançar com Quinn sentada e a manda ficar de pé. Joe tenta proteger a garota e Sue ameaça Finn a expulsá-lo do baile novamente, mas ele se retira. Finn vai à festa anti-baile convidar Rachel e os outros para irem ao baile, onde todos vão, com exceção de Puck e Becky. os quatro são bem recebidos no baile, com exceção de Blaine, que deve tirar o gel do cabelo. Becky diz o quanto está triste por não ter sido nomeada rainha do baile. Puck, então, faz duas coroas de papelão e se coroam. Rachel pede desculpas à Quinn por ter surtado, que Quinn sempre foi uma inspiração para Rachel e que ela tem seu voto, o que faz Quinn sentir-se culpada por esconder sua possibilidade de andar. Puck e Becky vão ao baile, onde Becky distrai Sue e Puck batiza o seu ponche. Ao contar os votos, Quinn descobre que venceu por um voto, mas não sente-se feliz por ter realizado seu sonho, enquanto que Santana não quer ser rainha se Brittany não for o rei. Como o cabelo de Blaine não fica nada legal sem gel, Brittany deixa ele usar o produto. Kurt, por outro lado, pede para ele deixar o cabelo como está, pois o ama como ele é. Finn vence como rei e Rachel vence como rainha. Rachel diz estar com medo que seja uma piada, mas Finn diz que ela é incrível e eles dançam. Enquanto isso, Quinn fica de pé enquanto canta, o que surpreende a todos. |              |                                                                     |                     |                        |                         |                  |                     |
| 64 | 20           | "Props" "(Acessórios)" (BR)                                         | Ian Brennan         | Ian Brennan            | 15 de maio de 2012      | 3ARC20           | 6,09                |
| Como Wade fez sucesso ao apresentar-se como mulher, Sue quer que Kurt também se apresente como mulher nas nacionais. Rachel manda uma mensagem à Carmen Tibideaux, a juiz que a reprovou na audição para assistir as nacionais. Will, Sue e o Novas Direções começam a planejar os números para as nacionais, onde Rachel ganharia um solo e Kurt cantaria como mulher, o que irrita Tina, pois acha que ela e outras pessoas mereciam um solo. Mike fica desapontado, pois este é o momento dos formandos brilharem. Rachel tenta explicar o quanto é importante um solo nas nacionais, mas Tina diz que está cansada de ficar no fundo por três anos e que ser como Rachel. Enquanto compra panos para as roupas das nacionais, Tina cai, bate a cabeça e começa a ter ilusões onde os alunos do coral se trocam. Como, por exemplo, Kurt vira Finn e Blaine vira Puck e ela vira Rachel. Ao chegar na escola, Tina vê Artie como Santana e vice-versa, Rachel como Tina e Will como Sue e vice-versa. Na sala do coral, onde todos estão trocados, Will e Sue esperam que Tina - como Rachel - faça um solo. Sentindo-se desconfortada, ela recebe alguns conselhos de Kurt - como Finn -, onde ele diz que ela é melhor quando está sob pressão. Rachel - que é Tina - diz à Tina - que é Rachel - que no ano que vem os solos serão dela. Rachel - Tina - diz que sua ligação para Carmen não foi retornada e Tina - Rachel - diz para que ela a procure. Tina volta para o momento em que bate a cabeça e, desta vez, ela vê a si mesmo e aos outros como eles são. Durante os ensaios para as nacionais, Sue fica decepcionada e Kurt tem uma ideia. Santana, Brittany e Mercedes contam para Beiste que sabem sobre ela não ter deixado Cooter. Beiste diz que ele mudou mas, na realidade, ele continua gritando com ela. Sue e Kurt mostram um vídeo do Vocal Adrenaline, onde eles fazem passos de danças incríveis e difíceis e Sue insiste na ideia de colocar os garotos para dançarem como mulher. Tina conta à Rachel sobre a "troca de papeis" e volta a sugerir que Rachel corra atrás de Carmen. Puck aparece como mulher e Sue o critica, o que irrita Will, pois acha que os garotos devem apenas se concentrar na coreografia. Puck tem alguns problemas com Rick e Tina pede à Rachel para que, antes desta se formar, elas possam cantar juntas. Puck e Rick brigam e, ao ser chamado de perdedor e ser jogado no lixo, Puck pega uma faca, mas é impedido por Beiste. Puck diz à Beiste que ele se sente como um nada e Beiste o consola. Percebendo que Rachel não ia convencer Carmen a ser aprovada, Tina diz-lhe que Rachel é um saco, mas excepcional. Rachel a convida para assisti-la nas nacionais, e Carmen sugere que ela e Tina vão embora. Rachel aceita, mas diz que fará uma audição no próximo ano, e no seguinte, até ser aceita. Cooter pede desculpas novamente à Beiste, e esta diz que está caindo fora. Ele pergunta quem a amará mais que ele se ela sair, e ela diz ela se amará mais. Puck e Beiste cantam juntos e ela diz que a professora de geografia o dará uma nova chance para passar de ano e que Beiste o ajudará. Tina e os novatos do coral começam a fazer as roupas, onde Sugar começa a criticar Rachel. Tina tenta protegê-la, dizendo que a garota está praticando seu solo várias vezes. Beiste diz que quer ir para Chicago com eles e que largou Cooter. Finn acha que Rachel é o pilar que sustenta o Novas Direções, mas ela acha que todos são e canta com Tina, onde todos vão para Chicago. |              |                                                                     |                     |                        |                         |                  |                     |
| 65 | 21           | "Nationals" "(Nacionais)" (BR)                                      | Eric Stoltz         | Ali Adler              | 15 de maio de 2012      | 3ARC21           | 6,03                |
| Mercedes está doente após comer comida estragada e Will decide substituí-la por Quinn e Tina no número das Troubletones. Will conta à Emma que sente-se preocupado com a possibilidade do Novas Direções não vencer nas nacionais. Beiste os chama e eles encontram os garotos do coral brigando entre si, mas consegue acalma-los com a ajuda de Santana. Ele sugere uma pausa nos ensaios, mas os garotos querem continuar. Rachel encontra Jesse e ele diz que sabe da audição de Rachel e que Carmen não virá para as nacionais. Ela diz que quando ele está nervoso, ele fica cruel e ele diz que está nervoso porque o Vocal Adrenaline perdeu no ano passado pela primeira vez em oito anos e se perderem esse ano também, o Vocal Adrenaline acaba. Ele começa a criticar a escolha do tema, Vintage e Rachel o acalma, dizendo que ele consegue passar por isso. Finn chega quando Rachel sai e Jesse lhe deseja boa sorte. Finn compra um copo para ele e Rachel quebrarem no casamento e diz ter feito uma aposta com Rick, de quinhentos dólares, caso eles ganhem as nacionais - o dinheiro guardado para a lua de mel. Ela fica preocupada, pois se perderem, não terão dinheiro para lua de mel, e ele a consola, dizendo que eles não perderão dessa vez e terão o dobro do dinheiro. Quando Will ia falar com os garotos, Finn pede permissão para falar também e diz que eles vencerão as nacionais por Will e que mesmo que Figgins dê o prêmio de Professor do Ano, Will será o professor da vida deles. Mercedes volta, curada, mas faz questão de que Tina e Quinn cantem também. As nacionais começam e têm como juízes: Lindsay Lohan, Perez Hilton, e Rex Lee. A apresentação do Novas Direções começa com o número das Troubletones. Rachel percebe que a cadeira reservada para Carmen está vazia, o que a desaponta. Finn a consola, dizendo que este é o momento dela e que ela deve abraçar este momento. Enquanto Rachel canta seu solo, Carmen aparece e senta-se em seu lugar. O terceiro número envolve o Novas Direções inteiro e são aplaudidos, inclusive, por Carmen. Mercedes e Kurt visitam Wade, que parece nervoso, pois antes ninguém conhecia Unique e agora ele fica sob pressão. Os dois entregam uma flor a ele, e ele diz que Unique irá para outra escola no próximo ano. Wade e o Vocal Adrenaline se apresentam com dois números e surpreendem o Novas Direções. Na sala dos juízes, Perez diz ter gostado da apresentação do coral Portland Scale Blazers. Lindsay e Fong gostaram da apresentação do Novas Direções, mas acharam que os garotos não dançaram muito e eles votam. Jesse se apresenta para Carmen, dizendo que se apresentou para ela alguns anos atrás e que ela o achou promissor. Ele diz que não quer falar dele para ela, mas quer falar de Rachel, elogiando-a e pedindo para que ela aprove Rachel em sua audição. Ela lembra da audição de Jesse e o deseja boa sorte. O apresentador e os juízes entregam um prêmio individual, que vai para Wade/Unique. O terceiro lugar vai para Portland Scale Blazers; o segundo vai para Vocal Adrenaline e Nova Direções vence em primeiro. Ao chegarem na escola com o troféu, o Novas Direções é recebido por dois garotos do time de Hockey com o que parecia ser suco, mas era apenas confetes. Os garotos e Will são parabenizados, Finn consegue os outros quinhentos dólares, Sue consegue as líderes de torcida de volta, Emma e Will têm seu primeiro contato físico, Santana e Brittany se beijam, assim como Finn e Rachel e Rachel dá seu primeiro autógrafo. O Novas Direções e Will colocam o troféu numa estante, onde todos possam ver. Rachel e Finn são chamados na sala de Figgins, onde este dá a eles um adesivo, mini pompons e dinheiro (cinco dólares) para o casamento deles. Ele diz também, que haverá um evento especial e quer que o Novas Direções faça um número. Will acha que Sue merece o prêmio de professor do ano, mas ele ganha o prêmio. Finn e Rachel fazem um discurso e um número com os outros garotos do coral, onde eles entregam o prêmio para Will.           |              |                                                                     |                     |                        |                         |                  |                     |
| 66 | 22           | "Goodbye" "(Adeus)" (BR)                                            | Brad Falchuk        | Brad Falchuk           | 22 de maio de 2012      | 3ARC22           | 7,46                |
| Ao rever uma apresentação de Tina, Artie, Rachel, Mercedes e Kurt, Will decide que os não-formandos deverão cantar músicas sobre despedidas para os formandos e vice-versa; e canta primeiro como exemplo. Kurt nota que depois de vencer as Nacionais, ele está mais popular e que alguns garotos decidiram assumir a homossexualidade. Burt visita Kurt e apresenta, com tina e Brittany, a coreografia de Single Ladies para o filho. Blaine e Kurt conversam sobre relacionamentos à distância e Kurt canta sua musica de despedida. Rachel conta a Finn e Kurt que poderá fazer uma nova audição para NYADA e eles fazem um trato, onde eles terão de abrir a carta de aceitação juntos. Santana encontra Sam e Mercedes nos corredores e eles revelam que ela está fazendo sucesso com o video postado por Sam no Youtube. Santana lhe dá os parabéns e parabeniza Mike, que irá para Chicago. Santana se sente envergonhada, pois é uma estrela e não sabe o que fará em Kentucky; então, ela janta com sua mãe e Brittany. Sua mãe, diferente da avó, não é homofóbica e só quer a felicidade da filha, que não quer se inscrever no programa de líderes de torcida, mas ir para Nova York. Sua mãe, no entanto, quer que ela faça faculdade. Como Brittany será reprovada e ficará em Lima, Santana acha que deve ficar também. Finn e os formandos cantam para os não-formandos. Rachel fala com Finn sobre os preparativos do casamento, onde ele acha que ela está lhe passando uma vibração estranha e ela diz que o ama e nada a faz mais feliz. Finn sente que seu último ano foi um sucesso e faz sua audição para ser ator. Finn sente-se decepcionado com o que Will escreveu sobre ele no anuário, "Querido Finn, foi bom te conhecer, Will Schuester". Ele acha que devia ter sido algo mais emocionante e Will concorda, mas não conseguia escrever nada sem começar a chorar. Will fala sobre o dia em que ouviu Finn cantar no chuveiro e sobre a história das drogas no armário de Finn e este acha isso incrível. Finn sente-se triste por não poder entrar no exército e recebe sua roupa de formatura. Os não-formandos e Will cantam para os formandos. Quinn sente-se feliz por estar terminando o último ano no topo e percebe que Puck está com dificuldades para estudar. Ela dá um passe de Nova York à New Haven para Rachel, para que continuem sendo amigas e convida Puck para estudar em sua casa. Ele se irrita por não nada e quer ir para casa. Ela diz que o ama e os dois se beijam. Puck sente-se mais confiante após o beijo e faz seu teste. Roz planeja tirar Figgins do seu cargo e quer que Sue a ajude. Quinn entrega seu uniforme para Sue, que o devolve para Quinn. Ela diz que Quinn sempre a lembrava de uma jovem Sue Sylvester, mas agora, Quinn é melhor que ela. Ela diz que admira Quinn e sua perseverança. As duas se abraçam e Quinn diz que sentirá sua falta. Puck e os outros formandos descobrem que Puck tirou um C- em seu teste e é aprovado. Mike, Quinn, Mercedes, Puck, Santana, Kurt, Finn e Rachel recebem seus diplomas. Finn abre sua carta e descobre que não passou. Kurt diz que também não passou ao abrir sua carta. rachel abre a sua carta e diz que passou. Rachel sente-se feliz por ter sido rainha do baile, namorar um jogador de futebol, vencer as nacionais e, então, decide adiar sua aceitação para NYADA, para que ela, Kurt e Finn possam ir para Nova York juntos no próximo ano. Enquanto Santana limpa o armário, sua mãe lhe dá seu dinheiro, guardado para a faculdade, para que a filha possa usá-lo em Nova York. Ao invés de irem ao casamento, Finn leva Rachel à estação de trem. Ele diz que marcou um trem para ela ir à Nova York. Ele diz que não quer casar com ela no momento, pois ela está deixando seus sonhos de lado para ficar com ele. Ela pergunta se ele está terminando com ela, e ele encara isso como uma liberdade a ela. Ele diz que entrará para o exército e que quer ela seja uma estrela. Ela diz que o ama e eles se beijam. Rachel se despede de seus amigos e vai para Nova York, sozinha. |              |                                                                     |                     |                        |                         |                  |                     |